# Alberto Samonà (architetto)
Alberto Samonà (Napoli, 28 novembre 1932 – Roma, 15 ottobre 1993) è stato un architetto e urbanista italiano.

## Biografia
Terzogenito di Giuseppe Samonà e di Teresa Favara, nacque a Napoli nel 1932. Nel 1958, si laureò a Roma in architettura.
Dopo aver insegnato a Roma, nel 1960 si spostò all'Università di Venezia, dove fu assistente di Ignazio Gardella. Avviò una lunga collaborazione professionale con il padre Giuseppe, in uno studio con sede a Roma. Attorno ai due Samonà si formò un gruppo di lavoro (composto da Costantino Dardi, Emilio Mattioni, Valeriano Pastor, Luciano Semerani, Gigetta Tamaro e Vianello Vos), che nel 1964 concorre per la sistemazione del Tronchetto (Venezia).
A partire dal 1966, Alberto Samonà fu professore incaricato di Progettazione architettonica all'Università di Palermo. Nel 1970 divenne professore ordinario.
È del 1971 il primo dei "Seminari di Gibilmanna", il cui scopo era di promuovere il dibattito tra ordinari e assistenti dei corsi di composizione architettonica sull'evoluzione della cultura architettonica. I Seminari durarono per circa venti anni costituendo anche un importante riferimento per l'insegnamento.
A lui si devono inoltre i piani regolatori di Volterra e di Grosseto.
Nel 1985 si spostò alla Facoltà di Ingegneria dell'Università "Tor Vergata" di Roma: in questa sede insegnò fino alla scomparsa.